# Langor
Langor (marshallesisch Ḷōñar, lˠʌŋɑrˠ) ist ein bewohntes Motu im Nordosten des Arno-Atolls der pazifischen Inselrepublik Marshallinseln.

## Geographie
Langor bildet die äußerste Nordostspitze des Atolls im traditionellen Gebiet Rearḷapḷap (Baranailïngïn - Ṃalel ). Die Insel liegt an einer fast rechtwinkligen Nord-Ecke des Atolls und erstreckt sich entlang der Nord-Ost-Kante nach Südosten bis zum Northeast Point. Dort wendet sich das Atoll abrupt nach Südwesten, so dass erneut eine fast rechtwinklige Spitze entsteht. Auf diesem breiteren Ende der Insel liegt die gleichnamige Ansiedlung. Der Riffsaum zieht sich von dort sehr schmal weiter nach Südwesten und die Insel schließt fast unmittelbar an die Insel Aneraen an.